# Seguenzia dautzenbergi
Seguenzia dautzenbergi is een slakkensoort uit de familie van de Seguenziidae. De wetenschappelijke naam van de soort is voor het eerst geldig gepubliceerd in 1909 door Schepman.